# Campionati africani di atletica leggera 2016
I Campionati africani di atletica leggera 2016 sono stati la 20ª edizione dei Campionati africani di atletica leggera. La manifestazione si è svolta dal 22 al 26 giugno presso il Kings Park Stadium di Durban, in Sudafrica.

## Medagliati

### Uomini
| Specialità | Oro                                                                         | Prestazione | Argento                                                                                | Prestazione | Bronzo                                                                   | Prestazione |
| Corse piane |                                                                             |             |                                                                                        |             |                                                                          |             |
| 100 m (dettagli) | Ben Youssef Meïté                                                           | 9"95        | Mosito Lehata                                                                          | 10"04       | Akani Simbine                                                            | 10"05       |
| 200 m (dettagli) | Wayde van Niekerk                                                           | 20"02       | Adama Jammeh                                                                           | 20"45       | Emmanuel Matadi                                                          | 20"55       |
| 400 m (dettagli) | Baboloki Thebe                                                              | 44"70       | Karabo Sibanda                                                                         | 45"40       | Chidi Okezie                                                             | 45"80       |
| 800 m (dettagli) | Nijel Amos                                                                  | 1'45"11     | Jacob Rozani                                                                           | 1'45"38     | Reinhardt van Rensburg                                                   | 1'46"15     |
| 1 500 m (dettagli) | Fouad Elkaam                                                                | 3'39"49     | Timothy Cheroiyet                                                                      | 3'39"71     | Vincent Letting                                                          | 3'40"78     |
| 5 000 m (dettagli) | Douglas Kipserem                                                            | 13'13"35    | Elroy Gelant                                                                           | 13'15"13    | Mangata Ndiwa                                                            | 13'16"85    |
| 10 000 m (dettagli) | Stephen Mokoka                                                              | 28'02"97    | Wilfred Kimitei                                                                        | 28'03"18    | Namakwe Nkhasi                                                           | 28'06"33    |
| Corse a ostacoli |                                                                             |             |                                                                                        |             |                                                                          |             |
| 110 hs (dettagli) | Antonio Alkana                                                              | 13'43"      | Tyron Akins                                                                            | 13"74       | Mohamed Koussi                                                           | 13"94       |
| 400 hs (dettagli) | Boniface Tumuti                                                             | 49"20       | Amadou Ndiaye                                                                          | 49"40       | Haron Koech                                                              | 49"40       |
| 3 000 siepi (dettagli) | Chala Beyo                                                                  | 8'21"02     | Tolosa Nurgi                                                                           | 8'22"79     | Abraham Kibiwott                                                         | 8'24"19     |
| Prove su strada |                                                                             |             |                                                                                        |             |                                                                          |             |
| Marcia 20 km (dettagli) | Samuel Gathimba                                                             | 1h19'24"    | Hassanine Sebei                                                                        | 1h20'57"    | Lebogang Shange                                                          | 1h21'41"    |
| Salti |                                                                             |             |                                                                                        |             |                                                                          |             |
| Salto in alto (dettagli) | Mathieu Sawe                                                                | 2,21 m      | Keagan Fourie                                                                          | 2,18 m      | Fernand Djoumessi                                                        | 2,15 m      |
| Salto con l'asta (dettagli) | Hichem Khalil Cherabi                                                       | 5,30 m      | Mohamed Romdhana                                                                       | 5,20 m      | Jordan Yamoah                                                            | 5,00 m      |
| Salto in lungo (dettagli) | Ruswahl Samaai                                                              | 8,40 m w    | Luvo Manyonga                                                                          | 8,23 m w    | Ruri Rammkolodi                                                          | 7,90 m w    |
| Salto triplo (dettagli) | Tosin Oke                                                                   | 17,13 m     | Hugues Fabrice Zango                                                                   | 16,81 m     | Godfrey Khotso Mokoena                                                   | 16,77 m     |
| Lanci |                                                                             |             |                                                                                        |             |                                                                          |             |
| Getto del peso (dettagli) | Jaco Engelbrecht                                                            | 20,00 m     | Franck Elemba                                                                          | 19,89 m     | Stephen Mozia                                                            | 19,84 m     |
| Lancio del disco (dettagli) | Victor Hogan                                                                | 61,68 m     | Russell Tucker                                                                         | 61,44 m     | Stephen Mozia                                                            | 59,16 m     |
| Lancio del martello (dettagli) | Eslam Ahmed Taha Ibrahim                                                    | 68,92 m     | Chris Harmse                                                                           | 67,67 m     | Tshepang Makhethe                                                        | 65,54 m     |
| Lancio del giavellotto (dettagli) | Phil-Mar van Rensburg                                                       | 76,04 m     | John Ampomah                                                                           | 75,22 m     | Alex Kiprotich                                                           | 74,08 m     |
| Prove multiple |                                                                             |             |                                                                                        |             |                                                                          |             |
| Decathlon (dettagli) | Fredriech Pretorius                                                         | 7780 p.     | Atsu Nyamadi                                                                           | 7501 p.     | Ali Kamé                                                                 | 6892 p.     |
| Staffette |                                                                             |             |                                                                                        |             |                                                                          |             |
| Staffetta 4×100 m (dettagli) | Sudafrica Emile Erasmus Wayde van Niekerk Tlotliso Leotlela Akani Simbine   | 38"84       | Costa d'Avorio Émilien Tchan Bi Chan Arthur Cissé Wilfried Koffi Hua Ben Youssef Meïté | 38"98       | Zambia Chidamba Hazemba Brian Kasinda Titus Kafunda Mukhala Sydney Siame | 39"77       |
| Staffetta 4×400 m (dettagli) | Botswana Karabo Sibanda Baboloki Thebe Onkabetse Nkobolo Leaname Maotoanong | 3'02"20     | Kenya Boniface Tumuti Boniface Mweresa Alphas Kishoyian Haron Koech                    | 3'04"25     | Sudafrica Jon Seeliger Shaun de Jager Ofentse Mogawane L.J. van Zyl      | 3'04"73     |
| record mondiale; record mondiale stagionale; record africano; record dei campionati; record nazionale; record personale; record personale stagionale. |                                                                             |             |                                                                                        |             |                                                                          |             |

### Donne
| Specialità | Oro                                                                   | Prestazione | Argento                                                                      | Prestazione | Bronzo                                                                | Prestazione |
| Corse piane |                                                                       |             |                                                                              |             |                                                                       |             |
| 100 m (dettagli) | Murielle Ahouré                                                       | 10"99       | Carina Horn                                                                  | 11"07       | Marie-Josée Ta Lou                                                    | 11"15       |
| 200 m (dettagli) | Marie-Josée Ta Lou                                                    | 22"81       | Alyssa Conley                                                                | 22"84       | Gina Bass                                                             | 22"92       |
| 400 m (dettagli) | Kabange Mupopo                                                        | 51"56       | Margaret Wambui                                                              | 52"24       | Patience Okon George                                                  | 52"33       |
| 800 m (dettagli) | Caster Semenya                                                        | 1'58"20     | Malika Akkaoui                                                               | 2'00"24     | Emily Cherotich                                                       | 2'00"70     |
| 1 500 m (dettagli) | Caster Semenya                                                        | 4'01"99     | Rababe Arafi                                                                 | 4'03"95     | Adanech Anbesa                                                        | 4'05"22     |
| 5 000 m (dettagli) | Sheila Chepkirui                                                      | 15'05"45    | Margaret Kipkemboi                                                           | 15'07"56    | Dera Dida                                                             | 15'15"26    |
| 10 000 m (dettagli) | Alice Aprot                                                           | 30'26"94    | Jackline Chepngeno                                                           | 31'27"7     | Joyciline Jepkosgei                                                   | 31'28"3     |
| Corse a ostacoli |                                                                       |             |                                                                              |             |                                                                       |             |
| 100 hs (dettagli) | Claudia Heunis                                                        | 13"35       | Marthe Koala                                                                 | 13"36       | Maryke Brits                                                          | 13"47       |
| 400 hs (dettagli) | Wenda Nel                                                             | 54"86       | Maureen Jelegat                                                              | 56"12       | Tameka Jameson                                                        | 57"17       |
| 3 000 siepi (dettagli) | Norah Jeruto                                                          | 9'25"07     | Agnes Chesang                                                                | 9'27"22     | Weyneshet Ansa                                                        | 9'39"89     |
| Prove su strada |                                                                       |             |                                                                              |             |                                                                       |             |
| Marcia 20 km (dettagli) | Grace Wanjiru                                                         | 1'30"43     | Yehualeye Beleew                                                             | 1'31"58     | Chahinez Nasri                                                        | 1'34"45     |
| Salti |                                                                       |             |                                                                              |             |                                                                       |             |
| Salto in alto (dettagli) | Lissa Labiche                                                         | 1,85 m      | Doreen Amata                                                                 | 1,82 m      | Basant Hassan                                                         | 1,79 m      |
| Salto con l'asta (dettagli) | Syrine Balti                                                          | 4,00 m      | Dora Mahfoudi                                                                | 3,80 m      | Nisrine Dinar                                                         | 3,60 m      |
| Salto in lungo (dettagli) | Ese Brume                                                             | 6,57 m w    | Joëlle Mbumi Nkouindjin                                                      | 6,39 m w    | Sarah Ngongoa                                                         | 6,34 m w    |
| Salto triplo (dettagli) | Nadia Eke                                                             | 13,42 m w   | Joëlle Mbumi Nkouindjin                                                      | 13,37 m     | Patience Ntshingila                                                   | 13,24 m     |
| Lanci |                                                                       |             |                                                                              |             |                                                                       |             |
| Getto del peso (dettagli) | Auriol Dongmo                                                         | 17,64 m     | Nwanneka Okwelogu                                                            | 17,07 m     | Chioma Onyekwere                                                      | 15,71 m     |
| Lancio del disco (dettagli) | Nwanneka Okwelogu                                                     | 56,75 m     | Chinwe Okoro                                                                 | 55,67 m     | Chioma Onyekwere                                                      | 53,91 m     |
| Lancio del martello (dettagli) | Amy Sène                                                              | 68,35 m     | Lætitia Bambara                                                              | 68,12 m     | Sarah Bensaad                                                         | 62,53 m     |
| Lancio del giavellotto (dettagli) | Sunette Viljoen                                                       | 64,08 m     | Jo-Ane van Dyk                                                               | 56,22 m     | Pacaline Adanhoegbe                                                   | 54,88 m     |
| Prove multiple |                                                                       |             |                                                                              |             |                                                                       |             |
| Eptathlon (dettagli) | Uhunoma Osazuwa                                                       | 6153 p.     | Marthe Koala                                                                 | 5952 p.     | Elizabeth Dadzie                                                      | 5730 p.     |
| Staffette |                                                                       |             |                                                                              |             |                                                                       |             |
| Staffetta 4×100 m (dettagli) | Sudafrica Carina Horn Alyssa Conley Tebogo Mamathu Tamzin Thomas      | 43"66       | Ghana Flings Owusu-Agyapong Gemima Acheampong Beatrice Gyaman Janet Amponsah | 44"05       | Costa d'Avorio                                                        | 44"29       |
| Staffetta 4×400 m (dettagli) | Sudafrica Wenda Nel Justine Palframan Jeanelle Griesel Caster Semenya | 3'28"49     | Nigeria Omolara Omotosho Regina George Patience Okon George Yinka Ajayi      | 3'29"94     | Kenya Maureen Jelagat Jacinta Shikanda Maureen Thomas Margaret Wambui | 3'30"21     |
| record mondiale; record mondiale stagionale; record africano; record dei campionati; record nazionale; record personale; record personale stagionale. |                                                                       |             |                                                                              |             |                                                                       |             |

## Medagliere
| Posizione | Paese          | Oro | Argento | Bronzo | Totale |
| --------- | -------------- | --- | ------- | ------ | ------ |
| 1         | Sudafrica      | 16  | 9       | 8      | 33     |
| 2         | Kenya          | 8   | 8       | 8      | 24     |
| 3         | Nigeria        | 4   | 5       | 7      | 16     |
| 4         | Costa d'Avorio | 3   | 1       | 2      | 6      |
| 5         | Botswana       | 3   | 1       | 1      | 5      |
| 6         | Ghana          | 1   | 3       | 2      | 6      |
| 7         | Tunisia        | 1   | 3       | 2      | 6      |
| 8         | Etiopia        | 1   | 2       | 3      | 6      |
| 9         | Camerun        | 1   | 2       | 2      | 5      |
| 9         | Marocco        | 1   | 2       | 2      | 5      |
| 11        | Senegal        | 1   | 1       | 0      | 2      |
| 12        | Egitto         | 1   | 0       | 1      | 2      |
| 12        | Zambia         | 1   | 0       | 1      | 2      |
| 14        | Algeria        | 1   | 0       | 0      | 1      |
| 14        | Seychelles     | 1   | 0       | 0      | 1      |
| 16        | Burkina Faso   | 0   | 4       | 0      | 4      |
| 17        | Gambia         | 0   | 1       | 1      | 2      |
| 17        | Lesotho        | 0   | 1       | 1      | 2      |
| 19        | Rep. del Congo | 0   | 1       | 0      | 1      |
| 20        | Benin          | 0   | 1       | 0      | 1      |
| 20        | Liberia        | 0   | 0       | 1      | 1      |
| 20        | Madagascar     | 0   | 0       | 1      | 1      |
| Totale    | Totale         | 44  | 44      | 44     | 132    |